# Astragalus aydosensis
Astragalus aydosensis är en ärtväxtart som beskrevs av Pesmen och Erik. Astragalus aydosensis ingår i släktet vedlar, och familjen ärtväxter. Inga underarter finns listade i Catalogue of Life.